# 寛政暦

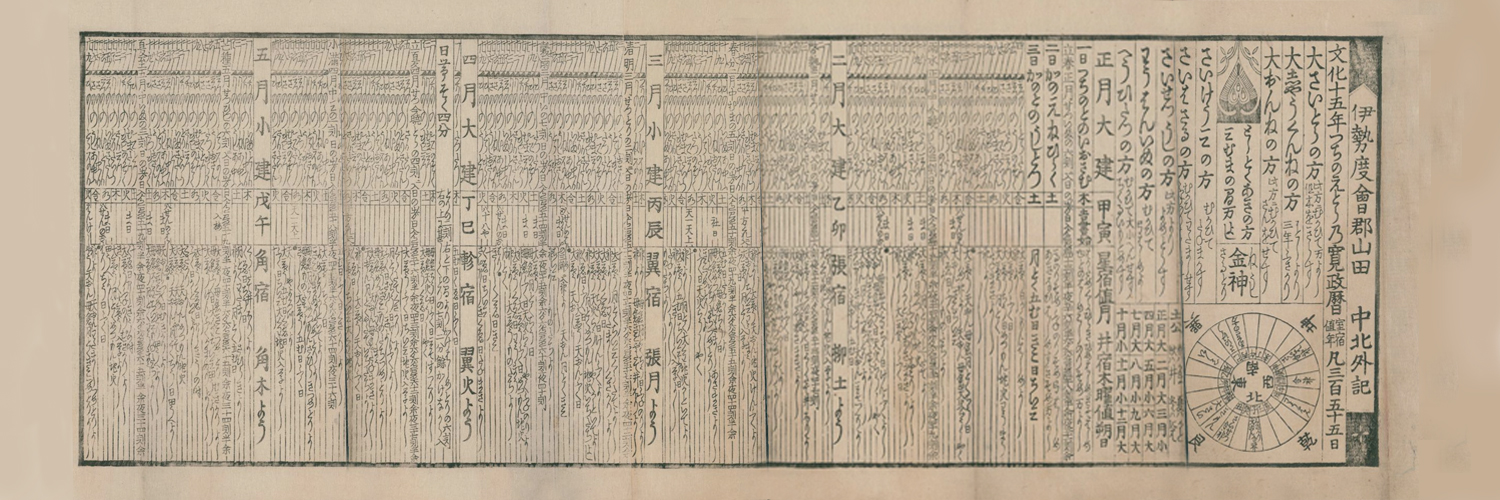
寛政暦（伊勢暦・中北外記）1817年出版 文化15年版

寛政暦（かんせいれき）とは、かつて日本で使われていた太陰太陽暦の暦法（和暦）である。
以下、和暦の日付は旧暦表示、西暦の日付はグレゴリオ暦表示である。

## 使用期間
寛政10年1月1日（1798年2月16日）に宝暦暦から改暦され、天保14年12月29日（1844年2月17日）までの46年間使用された。
天保15年1月1日（1844年2月18日）、天保暦に改暦される。

## 概要
宝暦暦が出来の悪い暦法であったことから、幕府は西洋天文学を取り入れた暦法に改暦をしようとし、麻田剛立の門下であった高橋至時を幕府天文方に登用し、同門の間重富とともに改暦の準備に当たらせた。高橋至時らは先任の天文方（山路徳風ら）と協力し、寛政9年（1797年）に暦法を完成させた。この暦法では、西洋天文学の書物の漢文訳である『暦象考成後編』を元に、月と太陽にだけであるが楕円軌道法を導入したが、惑星については周転円に基づく理論であった。また、精度の悪い古代の観測結果を説明するために、消長法を採用した。
弘化元年（1844年）渋川景佑らにより『寛政暦書』（35巻）が出版。図にティコ・ブラーエのものをいれるなどしている。
天保8年（1837年）の大小暦（大月〈30日〉、小月〈29日〉）は、2月、4月、6月、9月、11月が小月であり、その覚え言葉が「西向く士」であった。文政8年（1825年）の大小月覚え言葉は1月、3月、5月、7月、10月、12月が大月で「大好きは雑煮草餅柏餅ぼんのぼた餅亥の子寒餅」という。